# FC Wegberg-Beeck
FC Wegberg-Beeck is een Duitse voetbalclub uit Wegberg, die uitkomt in de Mittelrheinliga en werd opgericht in 1920. De club speelt zijn thuiswedstrijden in Waldstadion Beeck. In 2015 promoveerde de club naar de Regionalliga, maar kon daar het behoud niet verzekeren. Hierna promoveerde en degradeerde de club meermaals.

## Eindklasseringen vanaf 1993 (grafisch)
- 1993 1e
Niveau 6
- 1994 3e
Niveau 5
- 1995 7e
Verbandsliga
- 1996 2e
Verbandsliga
- 1997 4e
Oberliga
- 1998 6e
Oberliga
- 1999 3e
Oberliga
- 2000 12e
Oberliga
- 2001 14e
Oberliga
- 2002 18e
Oberliga
- 2003 1e
Niveau 6
- 2004 7e
Verbandsliga
- 2005 1e
Verbandsliga
- 2006 17e
Oberliga
- 2007 3e
Verbandsliga
- 2008 11e
Verbandsliga
- 2009 8e
Niveau 6
- 2010 1e
Niveau 6
- 2011 14e
Oberliga
- 2012 2e
Niveau 6
- 2013 7e
Oberliga
- 2014 2e
Oberliga
- 2015 1e
Oberliga
- 2016 19e
Regionalliga
- 2017 1e
Oberliga
- 2018 16e
Regionalliga
- 2019 2e
Oberliga
- 2020 1e
Oberliga
- 2021 17e
Regionalliga
- 2022 17e
Regionalliga
- 2023 2e
Oberliga
- 2024 17e
Regionalliga
- 2025 6e
Oberliga

- Niveau 4
- Niveau 5
- Niveau 6

| Legenda niveautijdlijn | Legenda niveautijdlijn      | Legenda niveautijdlijn      | Legenda niveautijdlijn      | Legenda niveautijdlijn    | Legenda niveautijdlijn |
| Liga                   | Seizoen 1963/64 t/m 1973/74 | Seizoen 1974/75 t/m 1993/94 | Seizoen 1994/95 t/m 2007/08 | Seizoen 2008/09 tot heden | Opmerking              |
| ---------------------- | --------------------------- | --------------------------- | --------------------------- | ------------------------- | ---------------------- |
| Bundesliga             | Niveau I                    | Niveau I                    | Niveau I                    | Niveau I                  |                        |
| 2. Bundesliga          | --                          | Niveau II                   | Niveau II                   | Niveau II                 |                        |
| 3. Liga                | --                          | --                          | --                          | Niveau III                |                        |
| Regionalliga           | Niveau II                   | --                          | Niveau III                  | Niveau IV                 |                        |
| Oberliga               | --                          | Niveau III *                | Niveau IV                   | Niveau V                  | * vanaf 1978/79        |

## Bekende (oud-)spelers
- Tim Blättler